# NGC 16
NGC 16 là một thiên hà hình hạt đậu nằm trong chòm sao Pegasus. Nó được phát hiện vào ngày 8 tháng 9 năm 1784 bởi William Herschel. Hệ sao đôi NGC 18 cách đó không xa.

Trong Cẩm nang của Người quan sát bầu trời sâu của Hội Webb, hình thức trực quan của NGC 16 được mô tả như sau: 

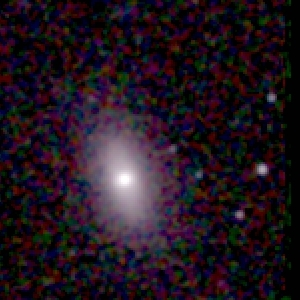
NGC 16 trong vùng cận hồng ngoại

 Tròn, với một trung tâm sáng hơn một chút; độ mờ bên ngoài là độ sáng bề mặt đồng đều.